# Зелена бодлива акула
Зелената бодлива акула (Etmopterus virens) е вид хрущялна риба от семейство Etmopteridae.

## Разпространение
Видът е разпространен в Бахамски острови, Венецуела, Колумбия, Куба, Мексико (Кампече и Юкатан), Никарагуа, Панама, САЩ (Алабама, Луизиана, Мисисипи, Тексас и Флорида), Тринидад и Тобаго, Хондурас и Ямайка.